# 흥친왕비 홍씨
증 흥친왕비 홍씨 또는 풍산군부인 풍산홍씨(1844년 4월 8일 ~ 1887년 12월 19일)는 조선 후기의 왕족이자 대한제국의 황족이다. 흥선대원군 이하응의 아들 흥친왕 이재면의 본부인이며 고종 황제의 형수가 된다. 이문용, 고종의 조카이면서 정적인 영선군 이준용 형제의 어머니이다. 사도세자빈 혜빈홍씨/혜경궁 홍씨의 친정 재종증손이 된다. 헌경왕후 혜경궁 홍씨는 그의 친정 재종증대고모이자 시가 쪽으로는 시고조모가 된다. 생전 최종 직책은 정경부인이었다. 본관은 풍산(豊山)이다.

## 생애
한성부 북부 가회방 재동 출신으로, 아버지는 통덕랑 홍병주(洪秉周)이고 어머니는 이씨(李氏)이다. 그는 홍병주의 둘째 딸로 태어났는데 한일 합방 조약 체결 후 일본식으로 작성한 호적이 《양공가공족보자료(兩公家公族譜資料)》에 수록되었다.
선조의 적녀 정명공주와 영안위 홍주원의 9대손으로, 장주 홍용한의 4대손이다. 그는 조선 영조 때의 정승 홍봉한, 홍인한의 동생이며, 병판 홍상한의 사촌 동생이었다. 홍봉한, 홍인한은 종4대조가 되고, 사도세자빈 혜빈 혜경궁 홍씨는 친정 재종증대고모가 된다. 헌경왕후 혜경궁은 시가 쪽으로는 시고조할머니가 된다.
1858년 9월 19일 흥선군 이하응의 아들 이재면과 혼인하였다. 그와 이재면과의 결혼은 철종실록, 고종실록, 승정원일기, 일성록 등에는 기록이 등장하지 않지만, 조선총독부, 이왕직 주도로 1932년에 편찬한  《양공가공족보자료(兩公家公族譜資料)》에 수록되었다. 또한 한일 합방 조약 체결 후 일본식으로 작성된 제적등본에도 수록되어 있다. 고종의 정적이자 흥선대원군이 왕으로 옹립하려던 영선군 석정 이준용, 일찍 죽은 이문용 형제와 딸 3녀를 두었다.
남편의 직책이 오름에 따라 교지를 받았으며, 생전의 신분은 정경부인이었다. 따라서 정경부인 풍산홍씨로도 불렸다. 남편 이재면이 판종정경에 재직 중이던 1887년 12월 19일에 사망했으며 사망원인은 기록이 없다. 12월 20일 고종이 명을 내려 그의 상사에 동원(東園)의 퇴판(退板) 1부(部)를 보내게 했다.
1907년 남편 이재면이 완흥군에 책봉되면서 군부인으로 추봉되었다. 남편 이재면이 1910년(융희 4) 7월 11일 흥친왕으로 책봉되면서 8월 15일 흥친왕비로 추봉되었다. 그가 흥친왕비로 책봉된 것은 추봉흥친왕비 금책문 제6호로 포고되었으며  《양공가공족보자료(兩公家公族譜資料)》에 실렸다. 시호가 내려졌는지 여부는 기록이 없다.
처음 초장지는 경기도 양주군 회암면 회암리(후일의 경기도 양주시 회암동)였다가 뒤에 경기도 광주군 세촌면 수곡리, 후일의 경기도 성남시 분당구 수진동 야산으로 이장하였으며, 뒤에 1920년 9월 1일 혹은 1921년 9월 1일 경기도 양주군 화도면 창현리(후일의 경기도 남양주시 화도읍 창현리) 산으로 이장되었다. 1916년에 이장 예정이었으나 아들 이준용이 신장병, 심장병 등으로 병석에 누우면서 이장 계획이 무산됐고 이듬해 이준용이 사망하여 1920년 이후로 이장이 미루어졌다.
일본 제국에 의해 공비(公妃)로 책봉되지는 않았으나 남편 흥친왕 이재면이 1910년 10월 2일 일본으로부터 이희 공(公)에 책봉되어, 편의상 이희공비, 이희공부인으로도 불렸다.

## 같이 보기
- 흥친왕
- 이준용
- 이문용